# مينداوجاس تيمينسكاس
مينداوجاس تيمينسكاس (بالليتوانية: Mindaugas Timinskas)‏ مواليد 28 مارس 1974 في الجمهورية الليتوانية السوفيتية الاشتراكية، الاتحاد السوفيتي، هو لاعب كرة سلة ليتواني سابق بدأ مسيرته الاحترافية في سنة 1997. يبلغ طوله 6 قدم 7 بوصة (2.0 م). مثّل منتخب بلاده. شارك في مسابقة كرة السلة في الألعاب الأولمبية الصيفية. اعتزل اللعب في 2009.

## فرق لعب لها
- ستراسبورغ أي جي
- زالغيريس لكرة السلة
- ساسكي باسكونيا
- باريس لوفالوا
- فالنسيا باسكت

## الميداليات
| الميدالية | المسابقة                         |
| --------- | -------------------------------- |
| برونزية   | الألعاب الأولمبية الصيفية 2000   |
| فضية      | بطولة أمم أوروبا لكرة السلة 1995 |

## روابط خارجية
- مينداوجاس تيمينسكاس على موقع الاتحاد الدولي لكرة السلة (الإنجليزية)
- مينداوجاس تيمينسكاس على موقع الدوري الإسباني لكرة السلة (الإسبانية)
- مينداوجاس تيمينسكاس على موقع كرة السلة الأوروبية.كوم (الإنجليزية)
- مينداوجاس تيمينسكاس على موقع كلية كرة السلة في سبورتس رفرنس.كوم (الإنجليزية)
- مينداوجاس تيمينسكاس على موقع ريلجم (الإنجليزية)
- مينداوجاس تيمينسكاس على موقع بروبوليرز (الإنجليزية)
- مينداوجاس تيمينسكاس على موقع سبورتس رفرنس (الإنجليزية)
- مينداوجاس تيمينسكاس على موقع أوليمبيديا (الإنجليزية)